# Aeroflot-Flug 3630
Am 2. September 1970 stürzte eine Tupolew Tu-124 auf dem Aeroflot-Flug 3630 von Mineralnyje Wody über Rostow am Don nach Vilnius ab, wobei alle 37 Insassen starben.

## Flugzeug und Besatzung
Die eingesetzte Tupolew Tu-124 (Luftfahrzeugkennzeichen: CCCP-45012, Werknummer:1350402) absolvierte ab dem 30. September 1961 bis zum Unfall 7504 Flugstunden und 6996 Flugzyklen. 
Die Besatzung bestand aus Flugkapitän Stefan Wasiljewitsch Makarewitsch, dem Ersten Offizier Alexander Jemeljanowitsch Sablozki, dem Flugingenieur Wasili Andrejewitsch Kuwschinow, dem Navigator Alexander Michailowitsch Ponomarjew und der Flugbegleiterin Jewgenija Nikolajewna Lapizkaja.

## Verlauf
Um 14:55 Uhr hob die Tu-124 ab und überflog nach Meldung der Piloten 19 Minuten später Donezk auf 8.400 m. Aufgrund eines sich annähernden Flugzeugs in der Nähe gab der Fluglotse die Anweisung zum Steigen auf 9.000 m; die Piloten meldeten das Erreichen um 15:16 Uhr. Um 15:31 meldeten sie das anstehende Überfliegen von Dnipropetrowsk und gaben für Krementschuk eine voraussichtliche Überflugszeit von 15:41 Uhr. Um 15:37 funkten die Piloten „45...0...12“. Die zweite Sprechpause war länger als die erste und die Stimme wurde panisch. Zu diesem Zeitpunkt flog das Flugzeug eine steile Linkskurve, bis die um 70–75° nach unten geneigte Flugzeugnase sich mit 950 km/h in ein Maisfeld bohrte und einen tiefen Krater hinterließ. Der Absturzort lag 90 km von Dnepropetrowsk und 57 km von Krementschuk entfernt zwischen Lychiwka und Zapolytschky, 9 km links der Flugroute.

## Ermittlungen
Die Untersuchungen wurden dadurch erschwert, dass aus dem Band des Flugschreibers keine Daten gesichert werden konnten. Anhand der Trümmerverteilung wurde festgestellt, dass die Tu-124 beim Aufprall noch intakt war. Da weder Flugzeuge oder andere Objekte in der Luft noch militärische Fahrzeuge am Boden gesichtet wurden, wurde eine Kollision in der Luft bzw. ein Abschuss ausgeschlossen. Das Fahrwerk, die Landeklappen und die Störklappen waren eingefahren. Das Seitenruder war vollkommen nach rechts getrimmt, während das linke Querruder nach oben ausgelenkt war. Im Falle eines Notabstiegs hätte die Trimmung die Steuerung erheblich erschwert. 
Die beiden Triebwerke hatten sich 4,5–5 m in den Boden gegraben und befanden sich beim Aufprall im Leerlauf. Das rechte Triebwerk wies, anders als das linke, Brandspuren auf, besonders an der Oberseite, ebenso wie dessen Rohre zur Klimaanlage. Die Theorie, dass es zum Feuer im rechten Triebwerk kam und die Gase die Piloten handlungsfähig machten, widersprach jedoch der Tatsache, dass alle Spuren auf einen Brand nach dem Aufschlag deuteten.
Letztendlich konnte die Ursache nicht festgestellt werden.